# Eben Martin

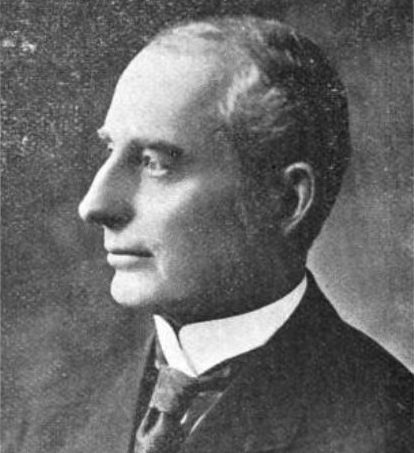
Eben Martin (1913)

Eben Wever Martin (* 12. April 1855 in Maquoketa, Iowa; † 22. Mai 1932 in Hot Springs, South Dakota) war ein US-amerikanischer Politiker. Zwischen 1901 und 1915 vertrat er mehrfach den zweiten und den dritten Wahlbezirk des Bundesstaates South Dakota im US-Repräsentantenhaus.

## Frühe Jahre
Eben Martin besuchte die öffentlichen Schulen seiner Heimat und danach bis 1879 das Cornell College in Mount Vernon in Iowa. Zwischen 1879 und 1880 studierte er an der University of Michigan Jura. Nach seiner 1880 erfolgten Zulassung als Rechtsanwalt begann er in Deadwood im Dakota-Territorium in seinem neuen Beruf zu arbeiten.

## Politische Laufbahn
Martin wurde Mitglied der Republikanischen Partei. Zwischen 1884 und 1885 war er Abgeordneter im territorialen Repräsentantenhaus und von 1886 bis 1900 leitete er den Schulrat in Deadwood. Bei den Kongresswahlen des Jahres 1900 wurde Eben Martin für den zweiten Wahlbezirk von South Dakota in das US-Repräsentantenhaus gewählt. Dort löste er am 4. März 1901 Robert J. Gamble ab. Nach zwei Wiederwahlen konnte er von 1901 bis zum 3. März 1907 drei zusammenhängende Legislaturperioden im Kongress absolvieren. Martin war ein Anhänger von Präsident Theodore Roosevelt. Bei den Wahlen des Jahres 1906 hatte er auf eine neuerliche Kandidatur zugunsten einer dann erfolglosen Bewerbung für den US-Senat verzichtet. Sein Sitz im Repräsentantenhaus ging am 4. März 1907 an William H. Parker. Als dieser dann während der Legislaturperiode im Amt verstarb, gewann Martin die fälligen Nachwahlen und konnte damit am 3. November 1908 seinen alten Sitz im Kongress wieder einnehmen.
Nach einigen Wiederwahlen blieb Eben Martin bis zum 3. März 1915 Kongressabgeordneter, wobei er in seiner letzten Legislaturperiode ab 1913 den dritten Wahlbezirk South Dakotas vertrat. Dieser Wahlkreis wurde damals erst geschaffen und sollte 20 Jahre bis 1933 bestehen. Martin war der erste von nur drei Kongressabgeordneten dieses Wahlbezirks.

## Weiterer Lebenslauf
Im Jahr 1914 kandidierte Martin nicht mehr für den Kongress. Er zog nach Hot Springs in South Dakota, wo er wieder als Rechtsanwalt arbeitete. Dort ist er im Mai 1932 auch verstorben. Er war seit 1883 mit Jessie Miner verheiratet, mit der er fünf Kinder hatte.